# Laguardia (Alava)
Pour les articles homonymes, voir Laguardia.
Laguardia en espagnol ou Guardia en basque et non Biasteri comme on peut le croire parfois, est une commune d'Alava, dans la communauté autonome du Pays basque en Espagne.

## Toponymie
L'origine de Laguardia vient du château fondé au Xe siècle par le roi de Navarre Sancho Abarca. Ce château a été nommé La Guardia de Navarre pour mettre l'accent sur son rôle défensif.
Des années plus tard, son successeur en 1164, Sancho le Sage fonde la ville située près du château, comme un rempart du Royaume dans son flanc sud-ouest, quand le Royaume de Navarre lutte avec les Castillans pour le contrôle de La Rioja.
Au Moyen Âge, la ville a reçu des noms tels que Leguarda, Gardi, Gardien, Guoardia, Lagarde, Lagardia et Laguoardia jusqu'à ce que le lieu porte le nom de Laguardia.
Il existe une certaine controverse quant au nom de la localité en basque. À la fin du XIXe siècle, on avait tort de croire que, avant la publication de la lettre de villazgo en 1164, la population de Laguardia était appelée Biasteri. Beaucoup voyaient un Biasteri d'origine toponymique basque et ce nom est devenu populaire comme une étymologie de bi haitz herri (les personnes des deux roches). Cela a conduit à utiliser Biasteri jusqu'à récemment comme nom de la localité en basque.
Toutefois, à la fin du XXe siècle, philologues et historiens concluent à un consensus que Biasteri est en fait l'ancien nom de la ville voisine de Laguardia c'est-à- dire Binasperi. À l'heure actuelle, Euskaltzaindia estime que le nom exact de la localité en basque est Guardia. On utilise actuellement souvent le nom bilingue Laguardia / Gardia, bien que le nom officiel reste Laguardia.

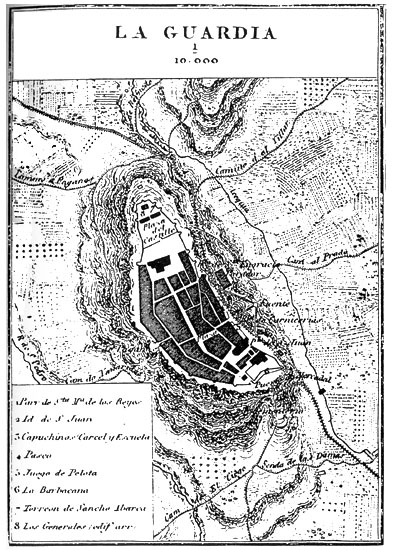
Plan de Guardia fait par le géographe Francisco Coello en 1840.

## Hameaux
La commune comprend les hameaux suivants :
- El Campillar ;
- Laguardia, chef-lieu de la commune ;

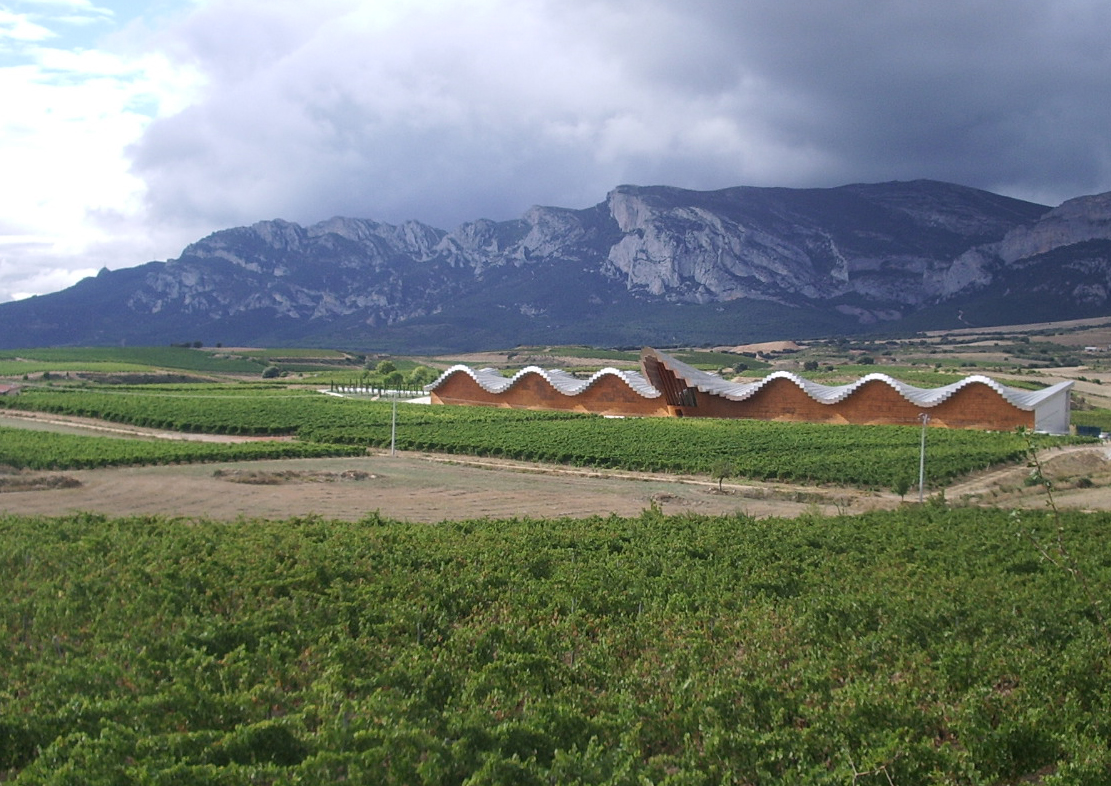
Vignoble Ysios upategia, réalisé par l'architecte Santiago Calatrava au nord-ouest de la ville. En arrière, les montagnes de Toloño

- Laserna ;
- Páganos, concejo.

## Monuments et lieux emblématiques
- Les remparts
- L'église Santa María de los Reyes

- L'église San Juan

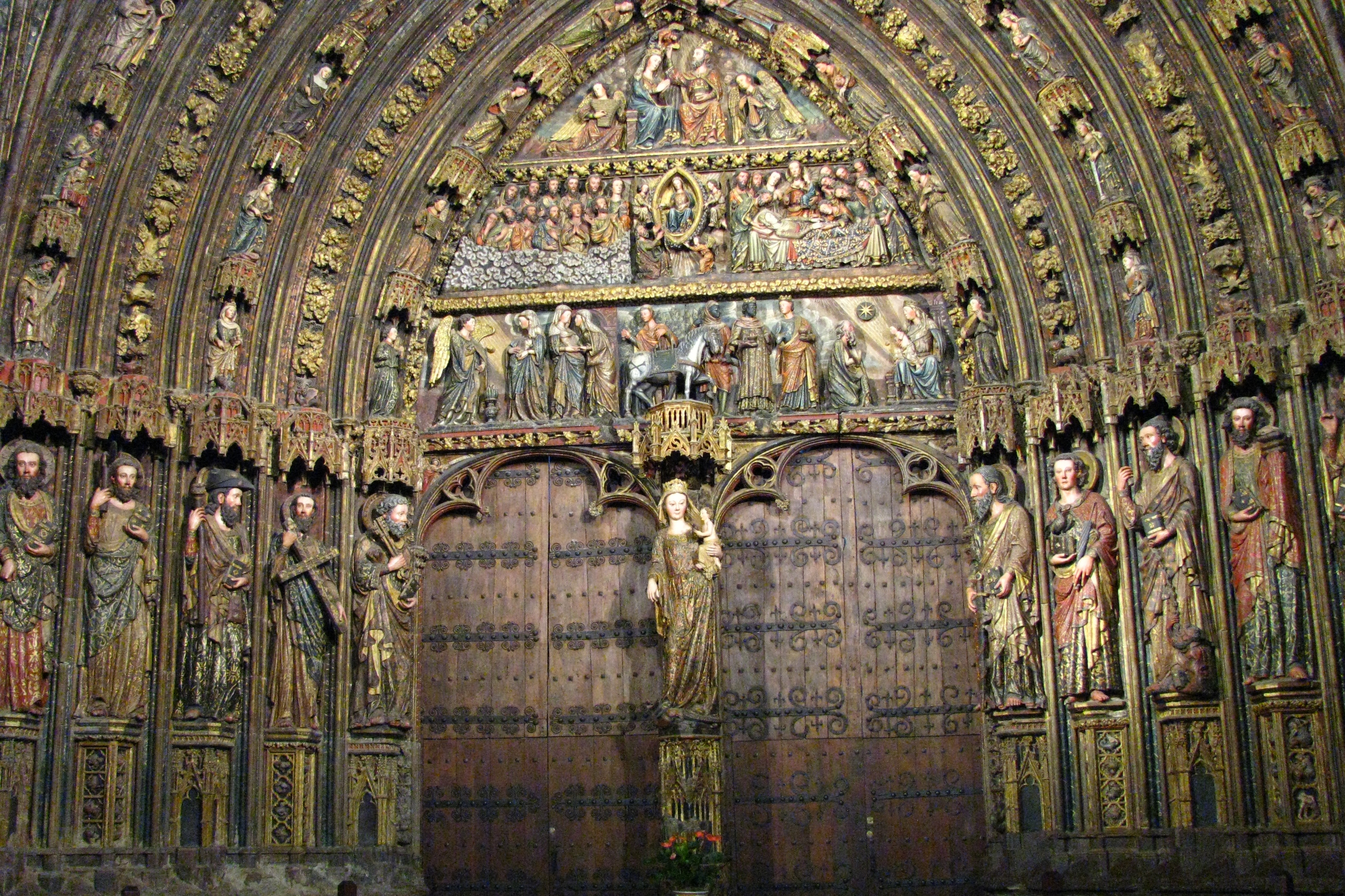
Portique polychrome de l'église Santa María de los Reyes.

- L'ermitage Santa Maria de Berberana
- L'ancien hôtel de ville Renaissance

## Jumelage
Laguardia est jumelée avec la commune de Vayres en France depuis 1991.

## Personnalités liées à la commune
- Blanche de Navarre (1133-1156), reine de Castille.
- José Cardiel (1704-1781), jésuite, explorateur et fondateur de missions espagnol, est né àLaguardia .
- Félix María Samaniego (1745-1801), fabuliste et poète.
- Óscar de Marcos (1989-), footballeur professionnel.